# Club Social, Cultural y Deportivo Brasilia
Emanuel Sporting Club, anteriormente conocido como Club Social, Cultural y Deportivo Brasilia, es un equipo de fútbol profesional de Quinindé, Provincia de Esmeraldas, Ecuador, Actualmente juega en la Segunda Categoría de Ecuador.
El club fue fundado el 19 de julio de 1985. Estuvo 2 años consecutivos (2007-2008), Jugó en la Serie B desde el año 2007 hasta el año 2008, cuando llegó luego de superar la etapa de ascenso y de la Segunda Categoría.
Está afiliado a la Asociación de Fútbol No Amateur de Esmeraldas.

## Historia
El Club Social, Cultural y Deportivo Brasilia de Quinindé nació un 19 de julio de 1985, por iniciativa de un grupo de moradores del barrio La Brasilia en la ciudad de Quinindé.
Precisamente, de este conocido barrio, "La Brasilia" heredò su nombre y el apoyo de su gente. En un comienzo fue un equipo barrial que como tantos otros en las distintas ciudades del país, se formó con la única intención de algunos jóvenes para hacer deporte.
Pero un grupo de visionarios: la familia Rodríguez, la familia Intriago, la familia Vela y la familia Arguello, tuvieron el acierto de hacer una colecta pública para comprar un cupo para participar en el Campeonato Cantonal de Segunda Categoría. Después de varios intentos y de estar muy cerca de subir de categoría en más de una ocasión, finalmente el equipo logró el ascenso a la Primera B del fútbol ecuatoriano el 16 de diciembre de 2006. Después de dos temporadas, el equipo regreso a Segunda División por fuertes problemas económicos que causaron desastrosos resultados deportivos.
En 2019 cambia de razón social, así el tradicional nombre de Club Social, Cultural y Deportivo Brasilia cambió a Emanuel Sporting Club.

## Jugadores

### Plantilla 2021
- Actualizado el 13 de Marzo de 2022

- = Capitán.
- = Lesionado.

## Palmarés

### Torneos nacionales
| Competición                      | Títulos | Subcampeonatos |
| -------------------------------- | ------- | -------------- |
| Segunda Categoría de Ecuador (1) | 2006.   |                |

### Torneos provinciales
| Competición                           | Títulos | Subcampeonatos |
| ------------------------------------- | ------- | -------------- |
| Segunda Categoría de Esmeraldas (1/1) | 2018.   | 2006.          |